# Ein sizilianisches Schicksal
Ein sizilianisches Schicksal (Originaltitel Children of Fate: Life and Death in a Sicilian Family) ist ein Dokumentarfilm aus dem Jahr 1993.
Der Film kann als Fortsetzung der Dokumentation Cortile Cascino (1961) von Robert M. Young und Michael Roemer betrachtet werden. Die Filmemacher hielten dereinst das Leben in einem der ärmsten Viertel Palermos, dem Cortile Cascino, fest. Dreißig Jahre später wird eine der Protagonisten, Angela, wiederum in ihren Lebensverhältnissen gefilmt. Der Sohn von Robert Young, Andrew Young, kam 1988 mit seiner Ehefrau Susan Todd nach Sizilien zurück. Als Zweijähriger war er bei den Filmarbeiten anwesend gewesen. Anlässlich des Besuches wird der Dokumentarfilm von 1961 noch einmal gezeigt, was Angela dazu motiviert, ihre Lebensgeschichte niederzuschreiben. Sie will ihre Sicht ebenfalls festzuhalten, da der Film dem einstigen Elend nicht gerecht geworden wäre.

## Handlung
Die Filmemacher besichtigen mit Angela den ehemaligen Cortile Cascino. Diesen gibt es mittlerweile nicht mehr, da 1968 ein Erdbeben viel zerstörte und mittlerweile neue Wohnblöcke auf dem alten Terrain errichtet wurden. Angela äußert ihre Erinnerungen.
Der Film enthält viele Ausschnitte aus dem alten Dokumentarfilm. Angela erzählt, dass sie 1961 23 Jahre alt gewesen sei. Sie war dereinst seit sechs Jahren verheiratet, hatte drei Kinder und erwartete ein Viertes. Weder ihr Mann noch ihr Bruder Gildo, der nebenan mit seiner Familie ebenfalls in einem einzigen Zimmer wohnte, gingen einer Arbeit nach. Angelas Familie hatte sehr wenig zu essen. Ihr Mann, Luigi, beanspruchte den ersten Teller für sich, danach kamen die Kinder dran und wenn noch etwas übrig war, aß auch sie. Angelas Leben bestand aus Arbeit und dem Kinderhüten. Einen Wasserhahn teilten sich im Viertel circa hundert Menschen. Trotz der vereinbarten Nutzungsregeln gab es meist Streit. Angela ruft sich ins Gedächtnis, dass die Lebensumstände im Viertel mit denen in der Dritten Welt gleichgesetzt wurden. Sie meint, es wäre im Cortile Cascino schlimmer gewesen. Im Viertel selbst gab es keine Arbeit. Angelas Stiefvater durchsuchte die Müllhalde nach Lumpen, um sich Geld zu verdienen. Der Familie des Bruders ging es verhältnismäßig gut. Dessen Frau war halb blind und bezog daher eine monatliche Rente und deren Mutter ging im Alter von 79 Jahren täglich acht Stunden putzen, so dass bei ihnen auch Fleisch auf dem Tisch stand. Angela hingegen verlor damals eine Tochter aufgrund von Unterernährung.
Es gab einen Ort im Viertel, wo es gestattet war, die Lumpen draußen zu sortieren. Dort und in vielen Handwerksbetrieben des Viertels arbeiteten die Kinder für einen geringen Lohn und gingen dementsprechend nicht zur Schule, in dem Moment, in dem sie Anspruch auf das Gehalt eines Erwachsenen geltend hätten machen können, wurden sie wiederum durch Kinder ersetzt. Laut Angela litten ihr Mann und ihr Bruder unter dem Wissen der eigenen Nichtigkeit, auch wenn es ihnen immer gelungen wäre, sich die Zeit zu vertreiben.
Angela erinnert sich, dass sie nie Unterstützung seitens ihres Mannes bekam. Im Gegenteil: Er kam oft betrunken nach Hause, beschimpfte und schlug sie. Mittlerweile leben sie seit sieben Jahren getrennt und er wohnt in dem einzigen Haus, das vom ehemaligen Viertel erhalten geblieben ist. Angela hingegen ist mit den sechs Kindern nach Ragusa gezogen. Sie sagt: „Era il posto più lontano da Palermo che potevo trovare.“ („Es war der am weitesten von Palermo entfernte Ort, den ich finden konnte.“) Dereinst drohte ihr Mann, sie umzubringen, wenn sie ihn verließe, egal wohin sie auch flöhe. Den Lebensunterhalt verdient sich Angela als Putzfrau in einer privaten Wohnung.
Luigi lebt nach einem Gefängnisaufenthalt wegen Diebstahls vom Sammeln alter Materialien. Er würde gern mit seiner Frau Frieden schließen, da er Angst hat, allein zu sterben. Sie jedoch hat Angst vor ihm. Er habe sie 28 Jahre lang geschlagen und zudem den Drang, sich selbst zu verletzen, so dass letztlich sie ihn bemitleidete. Nun kann der Tag schlimm sein, sie jedoch ist glücklich, weil sie weiß, dass sie niemand mehr des Nachts misshandeln kann. Angela meint, ihr Schicksal sei durch den Cortile Cascino bedingt gewesen und sie hätte anderswo mit einem anderen Mann ein vermutlich besseres Leben geführt. Seit ihrer Trennung fühlt sie sich auf jeden Fall wie wiedergeboren.
Ihre kleine Schwester Beatrice, die, so wünschte es die Mutter, nicht Angelas Schicksal teilen sollte, heiratete tatsächlich jemanden von außerhalb des Viertels und führt ein recht normales Leben.
Ihr Bruder Gildo sei mittlerweile nicht mehr arm, aber so wie er einst nichts vom Fleisch abgab, half er ihr auch sonst bislang nicht. Er lebt noch in Palermo und verkauft Antiquitäten.
Gleichwohl Angela, wie sie es ausdrückt, keinen Beruf dieser Welt ausgelassen habe, damit es ihren Kindern besser ginge, haben diese Erfahrungen gemacht, die ihnen ein schwieriges Leben bereiten. So wurde eine Tochter, Anna, mit dreizehn schwanger und später sehr krank. Finuccia sollte Klavierspielerin werden, ging aber nur drei Jahre zur Schule, da sie auf die kleineren Kinder aufpasste, während die Mutter zur Arbeit ging. Sie beging mit ihrem Mann einen Überfall und wurde zu vier Jahren Hausarrest verurteilt. Ihr Mann ist wenige Monate vor Drehbeginn an einer Überdosis gestorben. Finuccia erwartet ihr zweites Kind.
Die Jungen damals im Viertel wollten Respekt gewinnen und bewundert werden und hofften daher irgendwann Mitglieder der Mafia werden zu können. Angela konnte nicht verhindern, dass ihre vier Söhne in schlechten Umgang gerieten. Ihr Ältester verbrachte insgesamt 14 Jahre und 7 Monate seiner bis dato 31 Lebensjahre hinter Gittern. Von ihren Kindern geht einzig ihr Zweitältester einer Arbeit nach. Gemeinsam mit seiner Frau reinigt er Büros. Sie träumen davon, ein Lebensmittelgeschäft zu führen.
Angela fürchtet, dass ihr Leben weiterhin von Verbrechen und Gewalt geprägt sei. Der Film zeigt hier Morde von dereinst und die Nachrichten der aktuellen Mafiamorde. Angela berichtet, dass bis heute die Mafia selbst von den Beerdigungen der Armen profitiere.
Die Tochter Anna starb während der Dreharbeiten. Eine der letzten Szenen zeigt die Eltern getrennt voneinander stehend am Grab während der Beerdigung. Anna und Finuccia ist der Dokumentarfilm gewidmet.

## Sonstiges
Der Film ist von den Schriften Danilo Dolcis inspiriert.
Allein die Protagonisten reden in dem Film, vor allem ist dies Angela, die als eine Art Erzählerin fungiert. Die englische Version arbeitet mit dem Mittel des Voice-over.

## Auszeichnungen
Der Film wurde 1993 beim Sundance Film Festival als Bester Dokumentarfilm (Excellence in Cinematography Award Documentary) ausgezeichnet. Zudem eröffnete er im selben Jahr das Film Forum. 1994 war der Film für einen Oscar nominiert.